# Альпійські луки Хангайських гір
Альпійські луки Хангайських гір (ідентифікатор WWF: PA1007) — палеарктичний екорегіон гірських луків та чагарників, розташований в Хангайських горах в Центральній Монголії.

## Географія
Екорегіон альпійських луків Хангайських гір охоплює високогір'я Хангаю, розташовані переважно на висоті 2000-2500 м над рівнем моря. Висота більшості гірських вершин становить 3200-3500 м над рівнем моря. Найвищою вершиною регіону є гора Отгон-Тенгер висотою 4008 м, розташована на заході Хангаю. В Хангайських горах беруть початок річки Орхон та Селенга. Наразі в Хангайських горах відсутні льодовики та постійний сніговий покрив (за винятком Отгон-Тенгеру), однак рельєф гір відображає численні періоди зледенінь. На більш низьких висотах екорегіон повністю оточений Селенго-Орхонським лісостепом, за винятком тонкої смуги хвойних лісів Хангайських гір, поширених на північних схилах Тарбагатайського хребта.

## Клімат
В межах екорегіону переважає субарктичний клімат (Dwc за класифікацією кліматів Кеппена), а на найвищих вершинах — тундровий клімат (ET за класифікацією Кеппена). Зима дуже холодна, а літо тепле. Середні температури коливаються від -20 °C до 20 °C. Середньорічна кількість опадів становить понад 400 мм.

## Флора і фауна
Вище верхньої межі лісу, на висоті понад 2350-2800 м над рівнем моря, в Хангайських горах поширені високогірні луки, де ростуть трави, невисокі чагарники, лишайники та мохи. Серед поширених трав слід відзначити очеретяний китник (Alopecurus arundinaceus) та китайський колосняк (Leymus chinensis), а серед чагарників — карликову березу (Betula nana), чагарниковий перстач (Dasiphora fruticosa) та одноцвітну іргу (Cotoneaster uniflorus). На заболочених луках росте осока (Carex spp.) та кобрезії (Kobresia spp.). Серед інших поширених в регіоні рослин слід відзначити вузьколистий зніт (Chamaenerion angustifolium), азійську вовчу лапу (Trollius asiaticus), сибірські вечорниці (Hesperis sibirica). Особливий інтерес становлять види гімалайського походження, зокрема тибетські ланцеї (Lancea tibetica).
Серед поширених в регіоні ссавців слід відзначити білих зайців (Lepus timidus), шибірських шапарок (Alexandromys oeconomus), сибірських рисей (Lynx lynx wrangeli) та корейських житників (Apodemus peninsulae). На гірських луках можна побачити пискух Палласа (Ochotona pallasi) та рідкісних тарбаганів (Marmota sibirica), хоча більшість часу ці тварини проводять в норах. Серед інших ссавців, що зустрічаються в екорегіоні, слід відзначити манулів (Otocolobus manul), а також сибірських козлів (Capra sibirica) та архарів (Ovis ammon), на яких полюють снігові барси (Panthera uncia). 
Серед поширених в регіоні птахів слід відзначити алтайських уларів (Tetraogallus altaicus), китайських гусок (Anser cygnoides) та балабанів (Falco cherrug). Також у високогір'ях Хангаю зустрічаються монгольські тинівки (Prunella koslowi), рідкісні великі трав'янки (Saxicola insignis) та євразійські хрустани (Charadrius morinellus). Герпетофауна екорегіону включає візерункового полоза (Elaphe dione), звичайного щитомордника (Gloydius halys) та монгольську ропуху (Strauchbufo raddei).

## Збереження
Оцінка 2017 року показала, що 12 675 км², або 34 % екорегіону, є заповідними територіями. Природоохоронні території включають: Національний парк Тарвагатай-Нуруу, Національний парк Хангай-Нуруу та Національний парк Нойон-Хангай.